# Dźatismara
Dźatismara – tytuł w hinduizmie oznaczający osobę potrafiąca przypomnieć sobie poprzednie wcielenia (inkarnacje). Dźatismarą można być od urodzenia, lub posiąść takie siddhi poprzez praktyki medytacyjne (samnjama).
Współczesny guru, Swami Śuddhananda Brahmaćari z Kalkuty, jako przykłady takich osób podaje:
- Mahajogi Baba Lokenath Brahmaćari – który pamiętał co najmniej dwa poprzednie życia
- Abdul Gaffar – święty muzułmański, który znał cztery poprzednie swoje inkarnacje.

## Literatura przedmiotu
- Patańdźali "Jogasutry", rozdział trzeci "Wibhuti Padah"
- Mircea Eliade "Joga.Nieśmiertelność i wolność"